# Birbhaddar
Birbhaddar är en ort i Indien.   Den ligger i distriktet Dehradun och delstaten Uttarakhand, i den norra delen av landet, 190 km nordost om huvudstaden New Delhi. Birbhaddar ligger 332 meter över havet och antalet invånare är 13 058.
Terrängen runt Birbhaddar är varierad. Runt Birbhaddar är det ganska tätbefolkat, med 129 invånare per kvadratkilometer. Närmaste större samhälle är Rishikesh, 4,2 km norr om Birbhaddar. I omgivningarna runt Birbhaddar växer i huvudsak blandskog.